# موکا، توچیگی
موکا در استان توچیگی در کشور ژاپن واقع شده‌است  که دارای جمعیت ۶۶٬۷۰۵ نفر و مساحت ۱۱۱٫۷۶ کیلومتر مربع با تراکم جمعیت ۵۹۷  نفر در کیلومترمربع است و در تاریخ ۱ اکتبر ۱۹۵۴ به عنوان شهر شناخته شد.